# Siniarzewo (gromada)
Siniarzewo – dawna gromada, czyli najmniejsza jednostka podziału terytorialnego Polskiej Rzeczypospolitej Ludowej w latach 1954–1972.
Gromady, z gromadzkimi radami narodowymi (GRN) jako organami władzy najniższego stopnia na wsi, funkcjonowały od reformy reorganizującej administrację wiejską przeprowadzonej jesienią 1954 do momentu ich zniesienia z dniem 1 stycznia 1973, tym samym wypierając organizację gminną w latach 1954–1972.
Gromadę Siniarzewo z siedzibą GRN w Siniarzewie utworzono – jako jedną z 8759 gromad na obszarze Polski – w powiecie aleksandrowskim w woj. bydgoskim, na mocy uchwały nr 24/1 WRN w Bydgoszczy z dnia 5 października 1954. W skład jednostki weszły obszary dotychczasowych gromad Siniarzewo i Sinki ze zniesionej gminy Bądkowo oraz obszary dotychczasowych gromad Bodzanowo I i Ujma Duża ze zniesionej gminy Sędzin w tymże powiecie. Dla gromady ustalono 19 członków gromadzkiej rady narodowej.
Gromadę zniesiono 31 grudnia 1961, a jej obszar włączono do gromad Zakrzewo (wsie Bodzanowo, Sinki I, Siniarzewo i Ujma Duża) i Łowiczek (wieś Sinki II) w tymże powiecie.